# فؤاد سنیوره
فؤاد سنیوره (عربی: فؤاد السنیورة ؛ زادهٔ ۲۲ نوامبر ۱۹۴۳) سیاستمدار اهل لبنان است. وی از ژوئن ۲۰۰۵ تا مه ۲۰۰۸ نخست‌وزیر لبنان بود.
او عضو پارلمان لبنان و رهبر فراکسیون جریان المستقبل در پارلمان است.